# Parafia św. Barbary w Vevey
Parafia św. Barbary – parafia prawosławna w Vevey. Jedna z sześciu parafii w Szwajcarii pozostających w jurysdykcji Rosyjskiego Kościoła Prawosławnego poza granicami Rosji.
Powstała w 1878 jako placówka duszpasterska dla Rosjan zamieszkujących stale lub czasowo popularne uzdrowisko Vevey. Od 1944 jest samodzielną parafią, wcześniej obsługiwaną przez kapłanów z parafii w Genewie. Obecnie działa w połączeniu z parafią w Lozannie (część nabożeństw jest odprawianych w cerkwi w tym mieście). Językiem liturgicznym parafii jest cerkiewnosłowiański naprzemiennie z francuskim.